# い・ろ・は・す

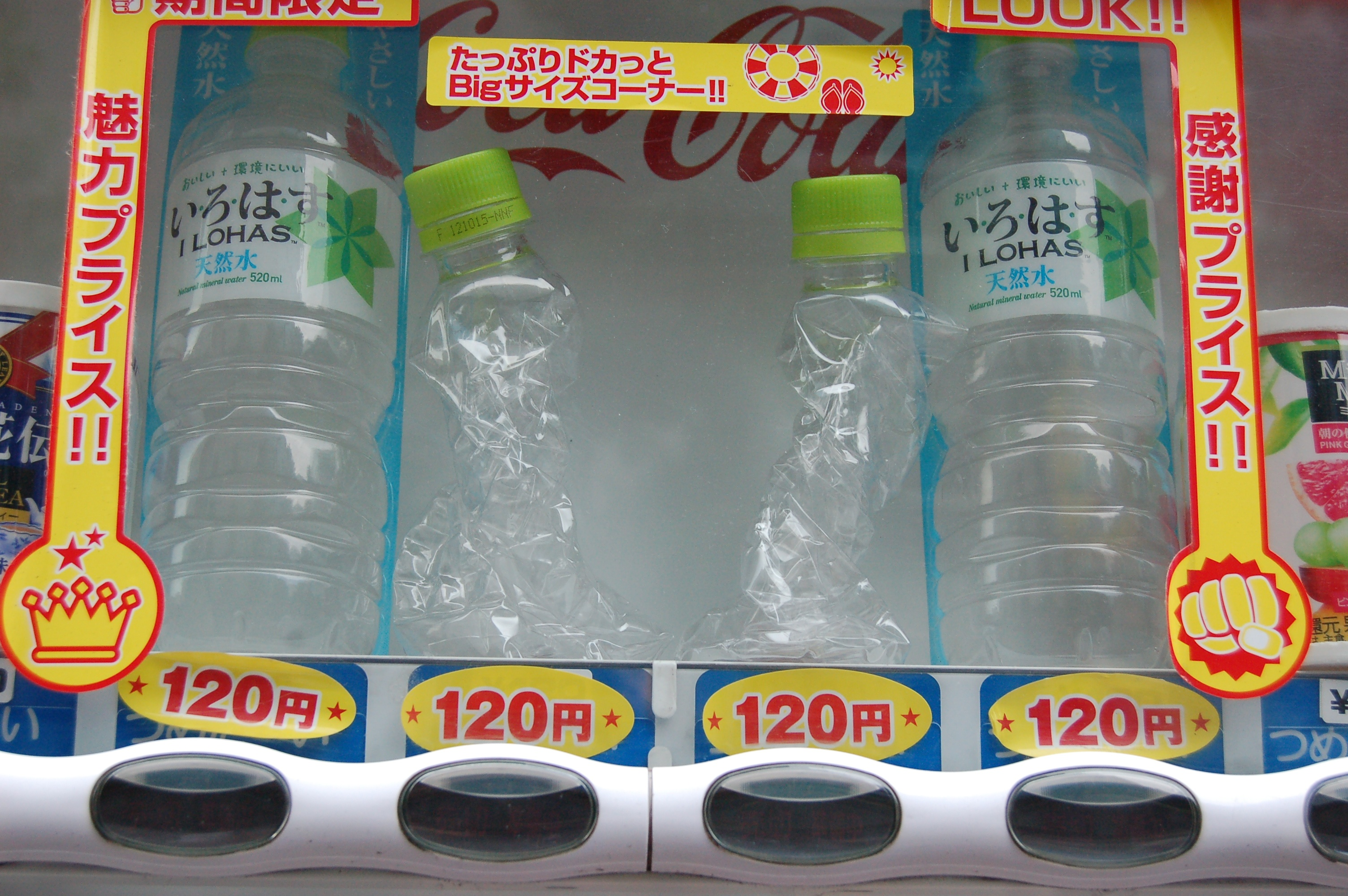
自動販売機で販売されるいろはす。ボトルの潰しやすさがアピールされている。

い・ろ・は・す（I LOHAS）とは、日本コカ・コーラが製造・販売する天然水、フレーバーウォーター、スパークリングウォーターの商品名およびブランド名である。

## 概要
"おいしい"と"環境に良い"を両立するナチュラルミネラルウォーターとして、2009年5月18日に発売する。物事の始まりを表す「いろは」と持続可能な健康を重視する生活様式「LOHAS」（ロハス）から名称を定める。各社の採水地をうたう商品に対して「環境」をキーワードに開発し、ボトルは五角形や六角形のリブを組み合わせた「多角形リブ構造」で十分な強度と軽量化を両立し、簡単につぶせる「ecoるボトル しぼる」を採用した。600ミリリットル以下のミネラルウォーターで、2012年の市場占有率は50パーセントでトップブランドである。フレーバーウォーターや炭酸飲料も発売している。

## 歴史
- 2009年5月18日 - 発売開始。当初は280mlペットボトルと520mlペットボトルの2サイズ展開だった[1]。
- 2010年
  - 4月12日 - リニューアル。植物由来の素材を一部（5~30%）に使用した「プラントボトル」を導入[3]。
  - 6月7日 - 1020mlPETを追加発売[4]。
  - 7月5日 - 温州みかんエキス入りのフレーバーウォーター「い・ろ・は・す みかん」をコンビニエンスストア限定[5]で発売[6]。
- 2011年
  - 3月14日 - 「い・ろ・は・す 天然水」520mlPET及び「い・ろ・は・す みかん」の内容量を555mlに増量（35円ステルス値下げ）し、パッケージリニューアル（同時に「い・ろ・は・す みかん」の販売チャネルを全業態に拡大）。「い・ろ・は・す 天然水」の280mlPETと1020mlPETも遅れて同年4月11日にパッケージリニューアル[7]。
  - 5月30日 - 北海道限定製品「い・ろ・は・す ハスカップ」を発売。当初は280mlPETのみ[8]。
  - 11月30日 - 北海道限定製品「い・ろ・は・す ハスカップ」に555mlPETを追加発売[9]。
- 2012年
  - 3月5日 - 「い・ろ・は・す 天然水」に340mlPETを追加発売[10]。
  - 4月2日 - 「い・ろ・は・す りんご」をコンビニエンスストア限定で発売。併せて、「い・ろ・は・す みかん」は産地名を明記したパッケージにリニューアル[11]。
  - 9月24日 - 「い・ろ・は・す りんご」の販売チャネルを全業態に拡大[12]。
- 2013年
  - 3月5日 - 「い・ろ・は・す みかん」に1020mlPETを追加し、コンビニエンスストアにて先行発売[13]。
  - 5月13日 - 「い・ろ・は・す みかん」に1555mlPETを追加発売（本サイズは富山県と鹿児島県でテスト販売されていたが、全国発売となった）[14]。
- 2014年
  - 3月10日 - 「い・ろ・は・す りんご」をリニューアルし、1555mlPETを追加発売。併せて、「い・ろ・は・す みかん」をパッケージリニューアル[15]。
  - 4月8日 - 「い・ろ・は・す 天然水」にコンビニエンスストア限定で1555mlPETを追加発売[16]。
  - 5月19日 - 炭酸水「い・ろ・は・す スパークリング」と炭酸飲料「い・ろ・は・す スパークリング れもん」を発売[17]。
- 2015年
  - 2月2日 - 「い・ろ・は・す 天然水」、「い・ろ・は・す みかん」、「い・ろ・は・す りんご」をパッケージリニューアル[18]。併せて、「い・ろ・は・す 天然水」・「い・ろ・は・す みかん」の280mlPETを「ecoるボトル しぼる」を採用した285mlPETに変更し、「い・ろ・は・す りんご」に285mlPETが新たに設定された。
  - 3月23日 - 「い・ろ・は・す 天然水」にコンビニエンスストア限定で2000mlPETを追加発売[19]。
  - 4月7日 - 「い・ろ・は・す アロエ」をセブン&アイ・ホールディングス傘下店舗限定で発売[20]。
  - 4月20日 - 「い・ろ・は・す スパークリング」、「い・ろ・は・す スパークリング れもん」をリニューアル。
  - 5月4日 - 「い・ろ・は・す とまと」を発売[21]。
  - 10月6日 - 「い・ろ・は・す もも」を発売。当初はコンビニエンスストアのみで発売されたが、同年11月9日より全業態に拡大発売される[22]。
- 2016年
  - 1月19日 - みちのくコカ・コーラボトリング花巻工場の無菌充填ラインの本格稼働に伴い、奥羽山脈の天然水を利用した「い・ろ・は・す 天然水」の生産を開始。これにより、青森県・秋田県・岩手県での「い・ろ・は・す 天然水」が奥羽山脈の天然水に仕様変更される[23]。
  - 3月14日 - 炭酸飲料「い・ろ・は・す サイダー」を発売[24]。
  - 6月6日 - 「い・ろ・は・す スパークリング れもん」に1500mlPETを追加発売[25]。
  - 10月11日 - 「い・ろ・は・す マンゴー」をファミリーマート、サークルK、サンクス限定で発売[26]。
  - 11月28日 - 「い・ろ・は・す なし」を発売[27]。
- 2017年
  - 2月13日 - 「い・ろ・は・す あまおう」を九州エリア限定で発売[28]。
  - 2月27日 - 「い・ろ・は・す スパークリング ぶどう」を発売。同時に、「い・ろ・は・す スパークリング れもん」は有機溶剤使用量などを削減したラベルを採用してパッケージリニューアル[29]。
  - 4月14日 - 「い・ろ・は・す 7種のフルーツ」をセブン&アイ・ホールディングス傘下店舗限定で発売。
  - 4月21日 - 「い・ろ・は・す もも」、「い・ろ・は・す みかん」、「い・ろ・は・す なし」、「い・ろ・は・す りんご」及び北海道限定「い・ろ・は・す ハスカップ」、ファミリーマート・サークルK・サンクス限定「い・ろ・は・す マンゴー」をパッケージリニューアル[30]、および「い・ろ・は・す もも」、「い・ろ・は・す みかん」285mlPET発売。
  - 5月22日 - 「い・ろ・は・す 天然水」をパッケージリニューアル。パッケージ製造時の環境負荷低減のため、水性フレキソ印刷を採用した[31]。
  - 6月19日 - 「い・ろ・は・す 塩とれもん」を期間限定で発売[32][33]。
  - 8月7日 - 食物繊維（難消化性デキストリン）を含む機能性表示食品の「い・ろ・は・す 無糖スパークリング」を発売[34]。
  - 9月25日 - 「い・ろ・は・す あまおう」をパッケージリニューアルの上、全国販売[35]。
  - 10月9日 - 初のホット製品となる「い・ろ・は・す HOT 焼きりんご」[36]を冬季限定で発売。
  - 11月6日 - 「い・ろ・は・す たっぷりれもん」を期間限定で発売[37]。
  - 11月27日 - 「い・ろ・は・す スパークリング りんご」を期間限定で発売[38]。
- 2018年
  - 2月12日 - 「い・ろ・は・す 白桃」を発売[39]。従来発売されていた「い・ろ・は・す もも」のリニューアル品で、新たに1555mlも設定された。
  - 3月19日 - 「い・ろ・は・す メロンクリームソーダ」を発売[40]。同時に「い・ろ・は・す スパークリング れもん」をパッケージリニューアル。
  - 4月9日 - 「い・ろ・は・す れもんと鉄分」を発売[41]。
  - 5月7日 - 「い・ろ・は・す 天然水」をリニューアル[42]、「い・ろ・は・す みかん日向夏&温州」を発売[43]。「い・ろ・は・す 天然水」はパッケージデザインが変更、「い・ろ・は・す みかん日向夏&温州」は従来の「い・ろ・は・す みかん」に日向夏エキスを加え、商品名を変更してリニューアルされたものである。
  - 5月21日 - 「い・ろ・は・す 塩とれもん」をリニューアル（同年4月発売の「い・ろ・は・す れもんと鉄分」に準じたパッケージデザインに変更）。
  - 6月4日 - 「い・ろ・は・す ライチティー」を発売[44]。
  - 6月11日 - 無糖炭酸水「い・ろ・は・す グラススパークリング」を飲食店向けに発売[45]。
  - 7月24日 - 「い・ろ・は・す ココナッツ&ヨーグルト」をセブン&アイ・ホールディングス限定で発売。
  - 7月31日 - 「い・ろ・は・す バナナミルク味」をファミリーマート、サークルK、サンクス限定で発売。
  - 9月17日 - 「い・ろ・は・す 二十世紀梨」を発売[46]。以前発売されていた「い・ろ・は・す なし」のリニューアル品で、使用するなしエキスを鳥取県産二十世紀梨エキスに変更した。
  - 12月3日 - 「い・ろ・は・す スパークリング いちご（ヨーグルト風味）」を発売。
- 2019年
  - 3月25日 - 「い・ろ・は・す もも（「い・ろ・は・す 白桃」から改名し発売当初の名称に戻る）」、「い・ろ・は・す みかん（「い・ろ・は・す みかん 日向夏&温州」から改名し発売当初の名称に戻る）」、「い・ろ・は・す なし（「い・ろ・は・す 二十世紀梨」から改名し発売当初の名称に戻る）」、「い・ろ・は・す りんご」、「い・ろ・は・す スパークリング れもん」及び北海道限定の「い・ろ・は・す ハスカップ」の6種類のパッケージデザインが変更されリニューアル。なお、「い・ろ・は・す りんご」はリニューアルを機に、産地を長野県産から青森県産に変更し、北海道・みちのく・北陸の各コカ・コーラボトリング（北海道・青森県・秋田県・岩手県・長野県・富山県・石川県・福井県）限定品へ移行された[47]。
  - 4月15日 - ブランド初の無糖フレーバーウォーター「い・ろ・は・す 天然水にれもん」を発売[48]。
  - 4月22日 - 「い・ろ・は・す マンゴー」を発売。自動販売機向け製品である。
  - 4月29日 - 「い・ろ・は・す 塩とれもん」を北海道限定で再発売。パッケージは昨年版と同じ。
  - 5月27日 - 「い・ろ・は・す 天然水」のパッケージデザインが変更されリニューアル。裏面に記載の水源地名が大きく表記されるようになる[49]。
  - 6月24日 - 以前発売されていた無糖炭酸水「い・ろ・は・す スパークリング」が復活し、新デザインで発売[50]。
  - 7月1日 - 「い・ろ・は・す いちごミルク味」をファミリーマート限定で発売。
  - 7月9日 - 「い・ろ・は・す パイナップル」をセブン&アイ・ホールディングス限定で発売。
  - 9月23日 - 「い・ろ・は・す 白ぶどう」を発売。
  - 10月7日 - 「い・ろ・は・す ブルーベリー」を東北地方限定で発売（岩手県産ブルーベリーエキス入り）。
- 2020年
  - 3月9日
    - 「い・ろ・は・す 天然水」の555mlを100%リサイクルペットボトルへ切替[51]。
    - 「い・ろ・は・す もも」、「い・ろ・は・す みかん」、「い・ろ・は・す なし」、「い・ろ・は・す スパークリングれもん」及び地域限定品の「い・ろ・は・す りんご」、「い・ろ・は・す ハスカップ」、「い・ろ・は・す ブルーベリー」の7種類のパッケージデザインを変更してリニューアル[52]。

  - 4月 - 「い・ろ・は・す 天然水」にラベルを省き、刻印のエンボス加工を施したラベルレスを発売（560ml×24本入りのケース販売のみ。ECサイトに加え、店頭でも発売される）[53]。
  - 9月28日 - 「い・ろ・は・す 天然水」の555mlと2L及び「い・ろ・は・す みかん」などのくだものフレーバー製品を「eco ACTION」キャンペーンに連動したラベルデザインにリニューアル[54]。同時に、「い・ろ・は・す 白ぶどう」もパッケージデザイン変更してリニューアル。
- 2021年
  - 2月1日 - 「い・ろ・は・す さくらんぼ」を発売。
  - 2月22日 - 「い・ろ・は・す 天然水」のパッケージデザインが変更されリニューアル。上下にグリーンのグラデーションを配したデザインとなり、2021年から導入された「リサイクルしてね」のロゴが入る（当日は555mlと2Lのみリニューアル。他のサイズは同年3月15日にリニューアル）[55]。
  - 3月15日 - 「い・ろ・は・す もも」、「い・ろ・は・す みかん」、「い・ろ・は・す なし」、「い・ろ・は・す 白ぶどう」、「い・ろ・は・す スパークリング れもん」及び地域限定の「い・ろ・は・す りんご」、「い・ろ・は・す ハスカップ」、「い・ろ・は・す ブルーベリー」の8種類のパッケージデザインが変更されリニューアル。
  - 5月10日 - 「い・ろ・は・す 塩とれもん」のパッケージデザインが変更され再発売。
  - 6月21日 - 「い・ろ・は・す 黄金のパイン」を発売。
  - 9月6日 - 「い・ろ・は・す 天然水」をパッケージリニューアル。同年2月のパッケージデザイン変更時に表記されていたオリンピックロゴ・パラリンピックロゴ無しのノーマルデザインとなる。
- 2022年
  - 6月20日 - 「い・ろ・は・す 天然水」の540mlを北海道で先行リニューアル。ボトル形状が発売13年目にして初めて刷新され、容器に必要な強度を確保しながらリブ（溝）をなくした「スパイラル（ひねり）構造」が採用され、ラベルの位置を下部に移動。内容量は555mlから540mlに減容（15円ステルス値上げ）された。併せて、「い・ろ・は・す もも」、「い・ろ・は・す みかん」、「い・ろ・は・す なし」、「い・ろ・は・す シャインマスカット」も天然水と同じボトルへ変更して北海道で先行リニューアルし、北海道限定の「い・ろ・は・す ハスカップ」もリニューアル[56]。
  - 8月29日 - 「い・ろ・は・す 巨峰」を北陸コカ・コーラボトリング（富山県・石川県・福井県・長野県）限定で発売[57]。
  - 12月5日 - 「い・ろ・は・す 天然水」540mlを全国に拡大してリニューアル。併せて、「い・ろ・は・す もも」、「い・ろ・は・す みかん」、「い・ろ・は・す シャインマスカット」、「い・ろ・は・す なし」及び地域限定発売の「い・ろ・は・す 巨峰」も新ボトルに変更して一斉リニューアル。なお、「い・ろ・は・す なし」は今回のリニューアルを機に、北海道・みちのく・北陸の各コカ・コーラボトリング（北海道・青森県・秋田県・岩手県・長野県・富山県・石川県・福井県）限定品へ移行された[58]。
- 2023年
  - 3月6日 - キリンホールディングスが開発したプラズマ乳酸菌を機能性関与成分として配合した機能性表示食品「プラズマ乳酸菌 免疫ケア」を北海道限定で発売（同日にアクエリアス、ジョージア、ミニッツメイドにも「プラズマ乳酸菌 免疫ケア」が設定され、ジョージアは北海道、アクエリアスとミニッツメイドは北陸コカ・コーラボトリング（富山県・石川県・福井県・長野県）の一部自動販売機及び北海道限定で発売）[59]。
  - 4月24日 - 「い・ろ・は・す 塩とれもん」を2022年6月にリニューアルした天然水やフレーバーウォーターと同じボトルへ変更してリニューアル。

## 製品ラインナップ

### 製造終了品
- い・ろ・は・す とまと - 熊本県産とまとエキスを使用したフレーバーウォーター。
  - 555mlPET
- い・ろ・は・す たっぷりれもん - 瀬戸内産れもんエキスを使用し、ビタミンB群（ナイアシン）を加えたフレーバーウォーター
  - 555mlPET
- い・ろ・は・す れもんと鉄分 - 瀬戸内産れもんエキスを使用し、鉄分を加えたフレーバーウォーター
  - 555mlPET
- い・ろ・は・す ライチティー - ライチエキスと烏龍茶を使用したフレーバーウォーター
  - 555mlPET
- い・ろ・は・す さくらんぼ - 山形県産佐藤錦のさくらんぼエキスを使用したフレーバーウォーター
  - 555mlPET
- い・ろ・は・す 黄金のパイン - 沖縄県産パイナップルエキスを使用したフレーバーウォーター
  - 555mlPET
- い・ろ・は・す あまおう - 福岡県産あまおうエキスを使用したフレーバーウォーター
  - 340mlPET
- い・ろ・は・す HOT 焼きりんご - 津軽産りんごエキスを使用し、はちみつとシナモンエキスも加えたホット専用フレーバーウォーター。期間限定品。
  - 280ml加温PET
- い・ろ・は・す アロエ - 沖縄県産アロエエキスを使用したフレーバーウォーター。セブン&アイ・ホールディングスの傘下店舗（セブン-イレブン、イトーヨーカドー、ヨークベニマル、ヨークマート、シェルガーデン）限定品。
  - 555mlPET
- い・ろ・は・す スパークリング - 炭酸入りナチュラルミネラルウォーター。表記はないが"れもん"との混同を避けるため、"プレーン"という名称がついていた[17]。
  - 515mlPET
- い・ろ・は・す スパークリング ぶどう - 長野県産ぶどうエキスを加えた炭酸飲料。
  - 515mlPET
- い・ろ・は・す スパークリング りんご - 長野県産りんごエキスを加えた炭酸飲料。期間限定品。
  - 515mlPET
- い・ろ・は・す スパークリング いちご（ヨーグルト風味） - いちごエキスを使用した炭酸飲料。
  - 515mlPET
- い・ろ・は・す サイダー - 津軽産りんごエキスを加えた炭酸飲料。
  - 515mlPET
  - 1500mlPET
- い・ろ・は・す メロンクリームソーダ - 国産メロンエキスを加えた炭酸飲料。
  - 515mlPET
- い・ろ・は・す 無糖スパークリング【機能性表示食品】 - 難消化性デキストリン（食物繊維）を機能性表示成分として含有。無糖タイプであるが、炭酸飲料に区分されていた。
  - 515mlPET
- い・ろ・は・す 7種のフルーツ - 国産果実エキスを配合。セブン&アイ・ホールディングスの傘下店舗（セブン-イレブン、イトーヨーカドー、ヨークベニマル、ヨークマート、シェルガーデン）限定品。
  - 555mlPET
- い・ろ・は・す マンゴー - 沖縄県産マンゴーエキスを配合。ファミリーマート、サークルK、サンクス限定品。
  - 555mlPET

### 海外製品
- 水森活（台湾版。パッケージデザインはいろはす同様である）
- Vio 순수（純粋）（韓国版）
  - 0.5L
  - 2L
- 冰露（中国版）
- DASANI（米国版）
- CIEL（メキシコ版）
- KIWI blue（ニュージーランド版）
- BonAqua（香港版・ロシア版）

## 水源地
- い・ろ・は・す 天然水:当初は水源地を5箇所設けていたが、2010年5月から宮崎県に[4]、2011年3月からは愛媛県に[7]それぞれ採水地が設けられ、一時は7箇所に拡大していた。その後委託生産品は終了、2013年10月に供給上の都合により愛媛県の水源地の製造を休止（同じ水源地の水を使用している2Lペットボトルの「森の水だより 石鎚山系」の製造も休止）しているが、2016年1月より岩手県の水源地、2019年5月より熊本県の水源地が順次追加され、2024年現在は8箇所となっている[60]。また、販売エリアや容量により生産拠点が異なる。2016年に各工場の製造所固有記号がアルファベット2文字に変更になった。2019年5月のリニューアルで製造所固有記号に加え、ラベル裏面に製造所が記載されるようになった。
  - 北海道コカ・コーラプロダクツ（株）札幌工場（北海道札幌市・固有記号HSA→HS）
  - みちのくコカ・コーラボトリング（株）花巻工場（岩手県花巻市・固有記号MHA→MH）
  - 北陸コカ・コーラプロダクツ（株）砺波工場（富山県砺波市・固有記号HTO→HT）
  - コカ・コーラボトラーズジャパン（株）白州工場[注 1]（山梨県北杜市・固有記号EHA→EH[注 2]→H）
  - コカ・コーラボトラーズジャパン（株）大山工場[注 3]（鳥取県西伯郡伯耆町・固有記号WDA→WD→D[注 4]）
  - コカ・コーラボトラーズジャパン（株）えびの工場（宮崎県えびの市・固有記号WEB→WE[注 5]→N）
  - コカ・コーラボトラーズジャパン（株）小松工場（愛媛県西条市・固有記号SK）→休止中:2016年6月現在の四国コカ・コーラプロダクツ小松工場時代の固有記号はWS→Fになっている
  - コカ・コーラボトラーズジャパン（株）熊本工場（熊本県熊本市南区・固有記号Q）
  - 丸善食品工業（株）富士小山工場（静岡県駿東郡小山町・固有記号NNF→FC）:委託生産のため、製造者は固有記号・生産地からの推定。
- フレーバー製品（清涼飲料水）：上記の6か所に加えて、以下の工場でも生産されている。
  - コカ・コーラボトラーズジャパン（株）多摩工場（東京都東久留米市・固有記号EA→T）[61][注 6]
  - 日本果実工業（固有記号NK）：委託生産のため、製造者は固有記号からの推定。
- 炭酸飲料:水専用工場として開設されたHHとWDを除いた4か所に加え、以下の工場で生産されている。
  - コカ・コーラボトラーズジャパン（株）茨城工場（茨城県土浦市・固有記号EB→P）[注 7]

韓国版
- 京畿道 南楊州市 祝靈山 （株）山水飮料
- 全羅南道 潭陽郡 龍面 月桂里 秋月山 （株）微笑飮料

## 不祥事
- 2012年10月10日、西日本で販売したペットボトル入り清涼飲料「い・ろ・は・す みかん」にカビが混入していたとして、約70万本を自主回収[62]。
- 2014年9月19日、関東、北陸、中部など1都16県で販売したい･ろ･は･す みかん555ｍlペットボトルの一部にカビが混入したため、約67万本を自主回収[63]。
- 2017年6月21日、北陸、甲信越の6県で販売した「い・ろ・は・す 塩れもん」の一部に異物混入が認められたため、約31.2万本の自主回収を発表[64]。